# Castell de Heisdorf
El Castell de Heisdorf (en francès: Château de Heisdorf) situat a la vila de Heisdorf en el centre de Luxemburg va ser construït pel baró Lippmann al segle xix. Està envoltat per un gran parc, que va ser dissenyat per l'arquitecte belga Charles Thirion. El 1916, les Germanes de la Doctrina Cristiana van adquirir la propietat com una clínica de repòs per a la seva comunitat. L'any 1982, es va obrir com a residència de gent gran amb el nom de Maison de retraite Marie-Consolatrice. El 2007, es va afegir una nova ala a l'edifici realitzada per la firma d'arquitectes Hermann, Valentiny and Partners per oferir millors instal·lacions a la residència.

## Edifici
El castell consta de dues ales en angle recte entre si. L'entrada principal es troba en el centre de l'edifici, a la torre quadrada que connecta les dues ales. L'extrem de l'ala del costat de l'Alzette consta d'una torre rodona amb un sostre en forma de cúpula i amb una agulla per damunt d'ella. Aquesta torre conté la «sala dels cavallers». Des de l'exterior, una escalinata condueix al primer pis de la torre. Per damunt de l'entrada principal, es poden veure inscrits els anys 1645 i 1888. L'actual castell va ser construït el 1888, al lloc on Juan de Beck havia construït un castell anterior el 1645.

### Capella
El castell inclou una capella, que va ser construïda per les Germanes de la Doctrina Cristiana el 1924, al costat del carrer principal, on estan connectades les dues ales, va ser renovada els anys 20005-2006.
Entre les seves obres d'art es troben:
- Una escultura de fusta de Jesús en la creu. Probablement realitzada en un taller de Lorena. El 1983 les Germanes la van portar de Nancy a Heisdorf.
- Estacions del Via Crucis d'esmalt, fetes per la firma Schwarzmann a Trèveris.
- Vitralls amb plom de Gust Zanter.